# الیور کاروسو
الیور کاروسو (انگلیسی: Oliver Caruso؛ زادهٔ ۲۰ فوریهٔ ۱۹۷۴) ورزشکار وزنه‌برداری اهل آلمان است. وی در بازی‌های المپیک تابستانی ۱۹۹۶ که در آتلانتا برگزار شده بود، شرکت کرد و برندهٔ مدال برنز شد.